# إينوفيو فارماسوتيكالز
إينوفيو فارماسوتيكالز (بالإنجليزية: Inovio Pharmaceuticals)‏ ويُشار إليها اختصارًا باسم: إينوفيو؛ شركة تقنية حيوية أمريكية لصناعة الأدوية، يرتكز نطاق عملها على اكتشاف وتطوير وتسويق علاجات الأمراض السرطانية والأمراض المعدية. تأسست في عام 1983، ويرأسها «جوزيف كيم» (بالإنجليزية: J. Joseph Kim)‏. يقع مقر الشركة في مقاطعة مونتغومري جنوب شرق ولاية بنسيلفانيا في الولايات المتحدة.
دخلت الشركة في عام 2020 على خط شركات الأدوية العالمية لإنتاج لقاح لمكافحة مرض فيروس كورونا، ويُعرف لقاحها باسم: إينو-4800.